# Тено (Чили)
Тено (исп. Teno) — город в Чили. Административный центр одноимённой коммуны. Население — 6 729 человек (2002).   Город и коммуна входит в состав провинции Курико  и области Мауле.
Территория — 618,4 км². Численность населения — 28 921 жителя (2017). Плотность населения — 46,8 чел./км².

## Расположение
Город расположен в 78 км на северо-восток от административного центра области города Талька и в 15 км на северо-восток от административного центра провинции города Курико.
Коммуна граничит:
- на севере — c коммунами  Чепика, Чимбаронго
- на северо-востоке — c коммуной  Сан-Фернандо
- на востоке — с коммуной Ромераль
- на юге — c коммунами Ромераль, Курико
- на западе — c коммуной Рауко

## Демография
Согласно сведениям, собранным в ходе переписи 2017 г  Национальным институтом статистики (INE),  население коммуны составляет:
| Полное население                          | Полное население                          | Полное население                          | Полное население                          | Полное население                          | 28 921 |
| ----------------------------------------- | ----------------------------------------- | ----------------------------------------- | ----------------------------------------- | ----------------------------------------- | ------ |
| в том числе:                              | Городское население                       | 9 532                                     | Процент городского населения, %           | 32,96                                     |        |
|                                           | Сельское население                        | 19 389                                    | Процент сельского населения, %            | 67,04                                     |        |
|                                           | Мужское население                         | 14 764                                    | Процент мужского населения, %             | 51,05                                     |        |
|                                           | Женское население                         | 14 157                                    | Процент женского населения, %             | 48,95                                     |        |
| Плотность населения, чел/км²              | Плотность населения, чел/км²              | Плотность населения, чел/км²              | Плотность населения, чел/км²              | Плотность населения, чел/км²              | 46,8   |
| Население коммуны в % к населению области | Население коммуны в % к населению области | Население коммуны в % к населению области | Население коммуны в % к населению области | Население коммуны в % к населению области | 2,77   |